# 楊宗妙
杨宗妙（1019年—1073年），本名不详，宋仁宗宠妃，商国公主生母，定陶人，侍卫杨忠的女儿。

## 生平
楊氏因与章献皇后有亲属关系，而选美入宫。初封原武郡君，不久封为美人。楊美人因姿色美豔，性情机敏，精通音律，善於逢迎。宋仁宗想赏赐她父亲官职，她推辞说：“外官当积劳以取贵，今以恩泽徼幸，恐启左右诐谒之端。”宋仁宗很高兴，迁居她肃仪殿，追赠她祖父贵州刺史，封赏了她的叔叔弟弟等五人官职。其后她和尚美人皆得宠，經常和郭皇后闹不愉快。
明道二年（1033年），因郭皇后与尚美人争宠打斗，郭皇后打了亲自来劝導的仁宗，导致皇后被废，她和尚美人亦被遣送出宫。次年（景佑元年），杨氏出家修道，赐名宗妙，居瑶华宫。
仁宗不忘旧情，次年她被召回，封为美人。后來楊美人生下一个女儿商国公主。皇祐二年（1050年）十月，晋封婕妤。宋仁宗去世后，嘉佑八年（1063年）三月，新皇帝宋英宗再尊封她为正二品嫔之一的修仪。熙宁五年（1072年）十二月去世，年五十四岁，追赠贤妃。元符三年四月，追赠为德妃。

## 延伸阅读
[在维基数据编辑]
 《宋史·卷242》，出自脱脱《宋史》